# Mockflån
Mockflån är en sjö i Vansbro kommun i Dalarna och ingår i Dalälvens huvudavrinningsområde. Sjön har en area på 0,151 kvadratkilometer och ligger 268,1 meter över havet. Sjön avvattnas av vattendraget Noret.

## Delavrinningsområde
Mockflån ingår i det delavrinningsområde (672339-142512) som SMHI kallar för Utloppet av Mockflån. Medelhöjden är 294 meter över havet och ytan är 1,81 kvadratkilometer. Räknas de 18 avrinningsområdena uppströms in blir den ackumulerade arean 140,54 kvadratkilometer. Noret som avvattnar avrinningsområdet har biflödesordning 3, vilket innebär att vattnet flödar genom totalt 3 vattendrag innan det når havet efter 315 kilometer. Avrinningsområdet består mestadels av skog (60 procent) och sankmarker (32 procent). Avrinningsområdet har 0,15 kvadratkilometer vattenytor vilket ger det en sjöprocent på 8,2 procent.